# Fattore di ventilazione
Il fattore di ventilazione tiene conto dell'azione della ventilazione sulla velocità di combustione.

## Utilizzi
Nelle analisi ingegneristiche sull'evoluzione degli incendi, il fattore di ventilazione influenza sia l'andamento della temperatura raggiunta sia la produzione di fumi e gas.
Indicato con la lettera O, viene calcolato in funzione dell'altezza e della superficie delle aperture perimetrali e della superficie totale del singolo compartimento con la seguente relazione:
{\displaystyle O={\frac {A_{v}*{\sqrt {h_{eq}}}}{A_{t}}}}
dove:
{\displaystyle A_{v}=\sum _{i=1}^{N}(A_{v})_{i}}
e
{\displaystyle h_{eq}={\frac {\sum _{i=1}^{N}[(A_{v})_{i}*(h_{v})_{i}]}{\sum _{i=1}^{N}(A_{v})_{i}}}}